# Сэсэнгъюхль
Сэсэнгъюхль (устар. Сэсэнг-Юхль) — река в России, протекает по Ханты-Мансийскому АО. Устье реки находится в 155 км по левому берегу реки Вогулка. Длина реки составляет 13 км.

## Данные водного реестра
По данным государственного водного реестра России относится к Нижнеобскому бассейновому округу, водохозяйственный участок реки — Северная Сосьва, речной подбассейн реки — Северная Сосьва. Речной бассейн реки — (Нижняя) Обь от впадения Иртыша.
Код объекта в государственном водном реестре — 15020200112115300029210.